# Simek Kitty
Simek Kitty (1988. április 25. –) egykoron tótújfalusi lány, aki 2002. augusztus 30-án közvetlen közelről agyonlőtte alvó mostohaapját egy engedély nélkül tartott pisztollyal, az őt és súlyosan beteg édesanyját ért bántalmazások miatt. A lány és az anya vallomásai szerint a helyi kocsmát bérlő mostohaapa éveken keresztül bántalmazta és szexuálisan zaklatta Kittyt.
A másodfokon eljáró bíróság az ítélet indoklásában súlyosbító körülményként emelte ki, hogy Kitty kivégzésszerűen, ráadásul álmában végzett nevelőapjával, a gyilkossághoz különösen veszélyes eszközt – pisztolyt – használt, másnap pedig szórakozni ment. A bírák úgy ítélték meg, hogy az emberölés az egyik legsúlyosabb bűncselekmény, aminek egy felfüggesztett szabadságvesztés nem igazán súlyos büntetése. Emellett úgy vélték, a kislánynak nem ez lett volna az egyetlen módja, hogy szabaduljon a családi konfliktusok elől. A másodfokú ítélet két év letöltendő börtönbüntetésről szólt, amit Simek Kittynek fiatalkorúak börtönében kellett letöltenie. Civil szervezetek az ítélet ellen tiltakoztak.
Mivel az elítélt Simek személyi és családi körülményeiben a jogerős bírósági ítélet meghozatalát követően nyomatékos súlyú változások következtek be (akkortájt született meg a kislánya), ezért Mádl Ferenc köztársasági elnök az igazságügy-miniszter javaslatára Kittyt végrehajtási kegyelemben részesítette, és a kiszabott szabadságvesztés büntetésének végrehajtását határozott tartamú próbaidőre felfüggesztette.
Morvai Krisztina könyvet írt a lány történetéről (Rettegés és erőszak – otthon. Rejtjel Kiadó, Budapest, 2005.)